# Nikkogran
Nikkogran (Abies homolepis) är ett barrträd i ädelgransläktet, med ett naturligt utbredningsområde i bergen av centrala och södra Honshu och Shikoku, Japan. Den växer på höjder mellan 700 och 2 200 meter, ofta i tempererad regnskog med mycket nederbörd och milda, fuktiga somrar, och kraftigt snöfall om vintrarna. Trädet blir mellan 30 och 40 meter högt med en stam på en diameter upp till 1,5 meter. Kottarna blir 6–12 cm långa och 3–4 cm tjocka och är blålila innan de mognat.